# Sirnamanah
Sirnamanah is een bestuurslaag in het regentschap Purwakarta van de provincie West-Java, Indonesië. Sirnamanah telt 1735 inwoners (volkstelling 2010).